# 4834 Thoas
4834 Thoas este un asteroid descoperit pe 11 ianuarie 1989 de Carolyn Shoemaker.